# Zhang Yan
Zhang Yan (en chino simplificado, 张焰; Neijiang, Sichuan, 18 de noviembre de 1963) es un artista chino de pintura al óleo, guionista de documentales y fundador de Getarts.cn. Sus dos pinturas al óleo, Iron Staff Lama (1993) y The Cradling Arm (2013), fueron coleccionadas permanentemente por el Museo del Vaticano. Esta es la primera colección permanente de obras de artista vivo del Museo del Vaticano.

## Biografía
Nació en 1963 en la ciudad de Neijiang, provincia de Sichuan, China. Él empezó a estudiar pintura china tradicional desde doce años y comenzó a estudiar pintura occidental a la edad de diecisiete años.
Durante la década de 1992 a 2002, se dedicó principalmente al guionaje de documentales. En 1992, trabajó como guionista en el Departamento de Temas Especiales en TV del Tíbet. Durante su tiempo en el Tíbet, se dedicó a estudiar la cultura e historia tibetana, y creó la pintura al óleo Iron Staff Lama. En 1997, regresó a Beijing para trabajar en el Departamento de Revisión de Noticias de CCTV como jefe de programa de Tiempo y Espacio Oriental, Hijo del Este, y participó en la producción del Programa de Retorno de 72 Horas de Hong Kong. Al año siguiente, sus dos documentales participaron en el Festival Internacional de Televisión de Hungría. En 2001, fue a trabajar en el Departamento de Cultura del Centro de Educación Social de CCTV, trabajó como guionista en el programa Exploración y Descubrimiento y produjo un documental, Tren China. En 2002, se desempeñó como guionista de Civilizaciones Antiguas y Nuevos Descubrimientos: Acciones Arqueológicas de las Pirámides de Egipto, transmitido conjuntamente por CCTV y National Geographic.
Como artista, sus dos pinturas, Iron Staff Lama (1993) y The Cradling Arm (2013), fueron recopiladas por el Papa del Vaticano en 2017 y exhibidas en el Museo de Vaticano. Colección privada de pintura al carbón Snow Saint, firmada personalmente por el Papa Francisco y colgada en su sala de estar. Zhang Yan abrió el diálogo cultural igualitario y profundo entre las civilizaciones oriental y occidental. En 2018, ocupó el puesto 18 en la Lista de Artistas Contemporáneos Chinos. En 2019 su obra Prayer se exhibió en el Trump National Golf Club, Nuevo Jersey, Estados Unidos.